# Саворини, Лучано
Лучано Саворини (итал. Luciano Savorini; 3 октября 1885, Арджента, Феррара — 30 октября 1964, Болонья) — итальянский гимнаст, чемпион летних Олимпийских игр 1912 года в командном первенстве.